# Серіа (провінція)
Серіа — один з 8 мукімів (районів) округи (даера) Белайт, на заході Брунею. Розташування британського гарнізону та парку відпочинку.

## Райони
- Кампонг Бару
- Кампонг Пераконг
- Кампонг Йабанг
- Кампонг Лоронг Тіга Селатан
- Кампонг Панага
- Кампонг Андукі
- Кампонг Сунгаі Бера
- Кампонг Перпіндаан Бару